# Moucherolle hérissé
Myiobius villosus
Ne doit pas être confondu avec Moucherolle huppé.
Espèce
Statut de conservation UICN

 LC  : Préoccupation mineure
Le Moucherolle hérissé (Myiobius villosus) ou Barbichon hérissé, est une espèce de passereaux de la famille des Tityridae.

## Liste des sous-espèces
Selon la classification de référence du Congrès ornithologique international (version 8.1, 2018) :
- sous-espèce Myiobius villosus villosus Sclater, PL, 1860
- sous-espèce Myiobius villosus schaeferi Aveledo & Pons, 1952
- sous-espèce Myiobius villosus clarus Zimmer, JT, 1939
- sous-espèce Myiobius villosus peruvianus Todd, 1922